# Johnny Gentle
John Askew (* 8. Dezember 1936 in Liverpool; † 29. Februar 2024 ebenda), bekannt als Johnny Gentle und später Darren Young, war ein britischer Popsänger, der 1960 mit den Silver Beetles (später bekannt als The Beatles) als Begleitgruppe durch Schottland tourte.

## Leben und Karriere
John Askew wuchs genau wie die Beatles in Liverpool auf. Nach seinem Schulabschluss machte er eine Lehre als Tischler und baute sich mit Hilfe eines geliehenen Buches seine eigene Gitarre. Er tat sich mit Bobby Crawford zusammen und beide begannen, in lokalen Clubs aufzutreten und Lieder der Everly Brothers zu singen, bevor Askew einen Job auf einem luxuriösen Ozeandampfer annahm. Nach seiner Rückkehr nahm er als Solosänger an Talentwettbewerben teil und änderte seinen Künstlernamen, zunächst in George Baker und dann in Ricky Damone. Er zog nach London und arbeitete auf einer Baustelle, bevor er einen Talentwettbewerb im Locarno Ballroom in Streatham gewann. Dabei wurde er vom Manager Larry Parnes entdeckt, der ihm 1959 einen Plattenvertrag mit Philips Records ermöglichte und ihm den Künstlernamen Johnny Gentle gab.
Gentle veröffentlichte 1959 zwei Singles bei Philips, das selbst geschriebene Wendy und Milk From The Coconut, die es jedoch nicht in die Charts schafften, ebenso wenig wie eine EP, The Gentle Touch, die I Like the Way, Darlin’ Won’t You Wait, Milk from the Coconut und This Friendly World enthielt. Anfang Mai 1960 organisierte Parnes zusammen mit Allan Williams eine Show im Liverpool Stadium mit Gene Vincent, unterstützt von den lokalen Gruppen Cass and The Casanovas, Rory Storm & the Hurricanes und Gerry and the Pacemakers. Parnes hielt es für eine gute Idee, Liverpooler Gruppen als Vorgruppe für seine Künstler, zu denen auch Billy Fury gehörte, einzusetzen, und veranstaltete am 10. Mai 1960 ein Casting mit dem Ergebnis, dass die Silver Beetles ausgewählt wurden und Johnny Gentle ihnen für eine kurze Schottlandtour zugewiesen wurde.
Die Tournee zwischen dem 20. und 28. Mai 1960 umfasste Auftritte in Alloa, Inverness, Fraserburgh, Keith, Forres, Nairn und Peterhead. Die Gruppe bestand damals aus John Lennon, Paul McCartney, George Harrison, Stuart Sutcliffe und dem Schlagzeuger Tommy Moore. Obwohl die Gruppe selbst in der Tournee-Werbung nicht namentlich genannt wurde, sondern als Johnny Gentle and his group bezeichnet wurde, benutzte McCartney informell das Pseudonym Paul Ramon, Harrison nannte sich Carl Harrison, Lennon war Long John und Sutcliffe war als Stuart de Staël bekannt. Zu ihrem Repertoire gehörten It Doesn’t Matter Anymore, Raining in My Heart, I Need Your Love Tonight, Poor Little Fool, (I Don’t Know Why) But I Do, C’mon Everybody (eine Hommage an Eddie Cochran, der einige Wochen zuvor auf einer Tournee mit Gene Vincent gestorben war) und He’ll Have to Go. Gentle schrieb später:

„Wir trafen uns nur eine halbe Stunde vor unserem ersten gemeinsamen öffentlichen Auftritt am Veranstaltungsort und alles in allem klangen wir von Anfang an ziemlich gut. Jeden Abend wurde der Sound, den wir machten, besser, und am Ende der Tour wusste ich, dass diese Jungs so gut waren wie alle anderen, mit denen ich gearbeitet hatte.“

Gentle schrieb auf der Tour einen Song I’ve Just Fallen For Someone, angeblich mit Hilfe von Lennon. Der Song wurde später von Adam Faith auf seinem zweiten Album aufgenommen. Gentle behauptete auch, Parnes vorgeschlagen zu haben, die Gruppe unter Vertrag zu nehmen, aber Parnes war zu dieser Zeit nur an der Betreuung von Solosängern interessiert. Nach ihrer Rückkehr nach Liverpool sang Gentle zusammen mit der Gruppe bei einem ihrer Auftritte, aber als er das nächste Mal eine Band für eine Tournee brauchte, waren die Beatles nicht mehr verfügbar, da sie nach Hamburg gereist waren.
Johnny Gentle veröffentlichte drei weitere Singles auf dem Philips-Label: Darlin’ Won’t You Wait, After My Laughter Came Tears (beide 1960) und Darlin’ (1961). Er hatte auch mehrere Auftritte in Fernseh- und Radioshows. Er änderte seinen Künstlernamen in Darren Young und veröffentlichte 1962 seine eigene Version von I’ve Just Fallen for Someone bei Parlophone, ebenfalls ohne Erfolg. 1964 schloss er sich der Gruppe The Viscounts an.
Gentle zog später nach Jersey, wo er als Tischler arbeitete. Danach lebte er in Kent, wo er gelegentlich auf Beatles-Fan-Treffen auftrat. 1998 war er Mitautor eines Buches, Johnny Gentle & the Beatles: First Ever Tour. Gentle starb am 29. Februar 2024 im Alter von 87 Jahren.